# Ungheresi (film)
Ungheresi è un film del 1978 diretto da Zoltán Fábri. Fu candidato all'Oscar al miglior film straniero.